# 1989 في كوريا الجنوبية
فيما يلي قوائم الأحداث التي وقعت خلال عام 1989 في كوريا الجنوبية.

## ظهور
- 1 يناير – عالم لوت

## مواليد

### يناير
- 21 يناير – لي يونغ لاعب كرة قدم كوري جنوبي.
- 24 يناير – غي سونغ يونغ لاعب كرة قدم كوري جنوبي.

### فبراير
- 10 فبراير – جونغ سان لاعب كرة قدم كوري جنوبي.
- 27 فبراير – غو جا تشول لاعب كرة قدم كوري جنوبي.

### مارس
- 6 مارس – إي سنغ ريول لاعب كرة قدم كوري جنوبي.
- 9 مارس – كم تاي يون مغنية كورية جنوبية.
- 10 مارس – بارك جونغ وو لاعب كرة قدم كوري جنوبي.

### أبريل
- 2 أبريل – لي بوم يونغ لاعب كرة قدم كوري جنوبي.
- 13 أبريل – زيون تي موسيقي كوري جنوبي.
- 26 أبريل – دايسونغ مغني كوري جنوبي.
- 28 أبريل – كم سونغ كيو مغني كوري جنوبي.

### مايو
- 2 مايو – جونغ سونج-مين لاعب كرة قدم كوري جنوبي.
- 4 مايو – اوه تشانغ هيون لاعب كرة قدم كوري جنوبي.
- 5 مايو – شين جونغ هون ملاكم كوري جنوبي.
- 30 مايو – هيومين مغنية كورية جنوبية.
- 31 مايو – جو يونغ تشول لاعب كرة قدم كوري جنوبي.

### يونيو
- 22 يونيو – جونغ يونغ هوا
- 27 يونيو – هوانغ سيوك هو لاعب كرة قدم كوري جنوبي.
- 30 يونيو – شونج وون لاعب كرة قدم كوري جنوبي.

### يوليو
- 7 يوليو – كيم بوم ممثل كوري جنوبي.
- 8 يوليو – سونغ أه مغنية كورية جنوبية.
- 13 يوليو – كيم كي هي لاعب كرة قدم كوري جنوبي.
- 16 يوليو – كيم وو بن
- 22 يوليو – بارك مين جي ممثلة كورية جنوبية.
- 28 يوليو – إيمي يانغ لاعبة غولف كورية جنوبية.

### أغسطس
- 12 أغسطس – هونغ جيونغ-هو لاعب كرة قدم كوري جنوبي.

### سبتمبر
- 12 سبتمبر – كيم مين جيونغ لاعب كرة قدم كوري جنوبي.
- 14 سبتمبر – إي جونغ سوك
- 22 سبتمبر – كم هيو يون

### أكتوبر
- 6 أكتوبر – كم بو غيونغ لاعب كرة قدم كوري جنوبي.

### نوفمبر
- 4 نوفمبر – جو هوي لاعبة كرة يد كورية جنوبية.
- 22 نوفمبر – جون هان نا لاعبة كرة يد كورية جنوبية.

### ديسمبر
- 5 ديسمبر – يوري ممثلة كورية جنوبية.
- 14 ديسمبر – أونيو مغني كوري جنوبي، قائد الفرقة الكورية شايني، ممثل، كاتب أغاني.
- 14 ديسمبر – جونغ وو يونغ لاعب كرة قدم كوري جنوبي.
- 27 ديسمبر – كيم ها-نا لاعب تنس الريشة.
- 30 ديسمبر – ين بو را مغنية كورية جنوبية.

## وفيات

### فبراير
- 3 فبراير – كيم سونغ جون (مواليد 1953) ملاكم كوري جنوبي.

### أبريل
- 21 أبريل – دوكهي أونغجو (مواليد 1912)

### أكتوبر
- 26 أكتوبر – تشارلز بيدرسن (مواليد 1904) كيميائي من الولايات المتحدة الأمريكية.